# Chilophaga gyrantis
Chilophaga gyrantis är en tvåvingeart som beskrevs av Gagne 1971. Chilophaga gyrantis ingår i släktet Chilophaga och familjen gallmyggor. Inga underarter finns listade i Catalogue of Life.